# Parque do Bom Jesus

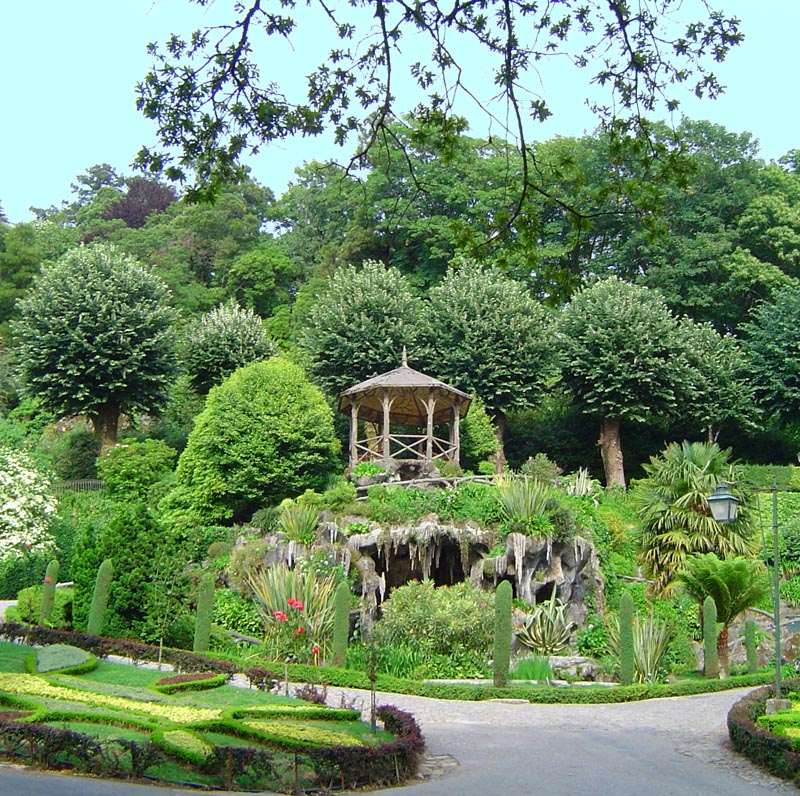
Parque Natural do Bom Jesus: gruta.

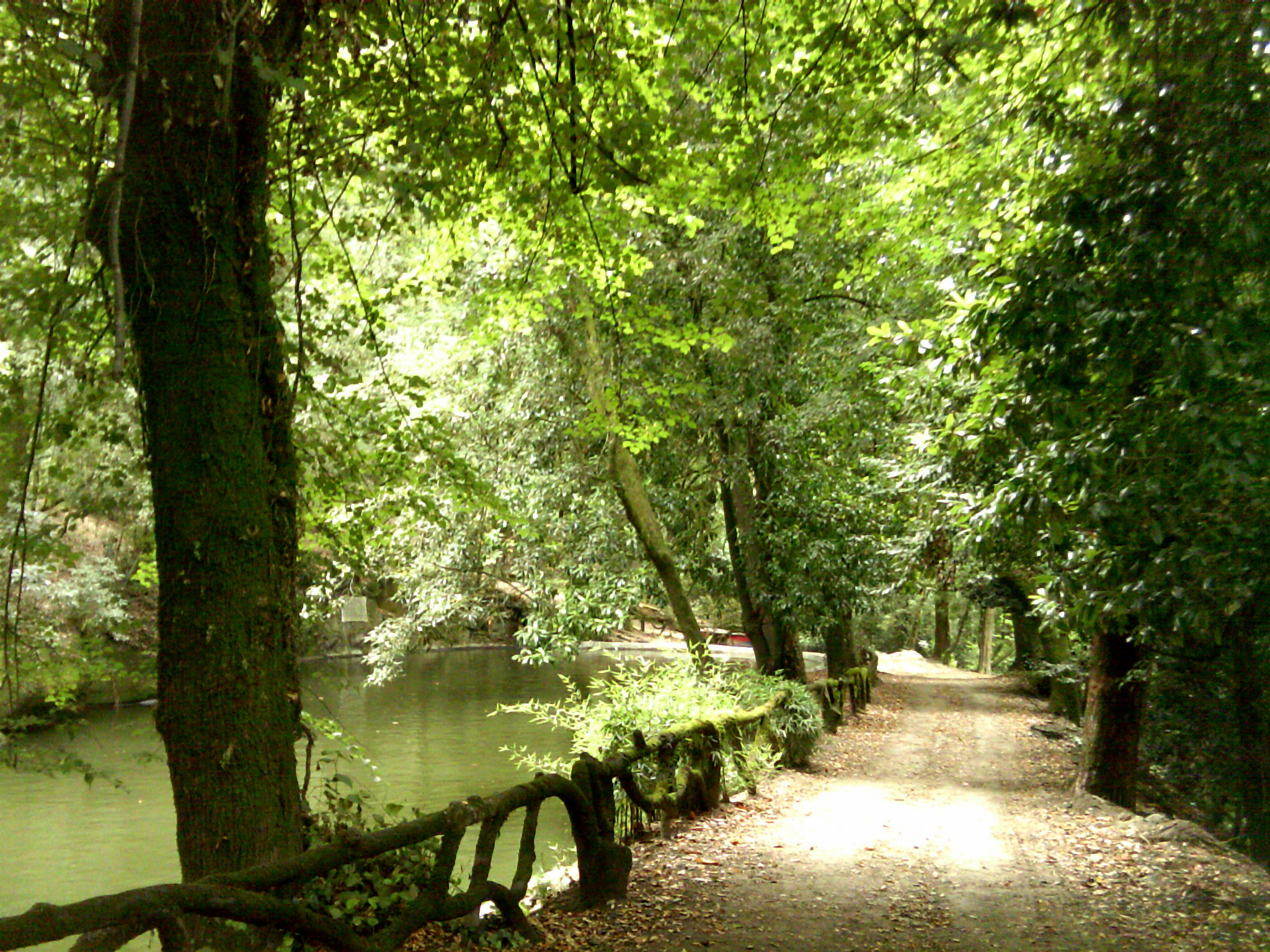
Parque Natural do Bom Jesus: caminho.

O Parque Natural do Bom Jesus do Monte localiza-se no Santuário do Bom Jesus do Monte, na freguesia de Tenões, na cidade e município de Braga, distrito de mesmo nome, em Portugal.

## História
Pelo disposto no Alvará régio de 27 de janeiro de 1806, os terrenos baldios localizados nas imediações da Igreja do Bom Jesus, foram doados ao santuário.
A partir de então, foram plantadas árvores, formadas clareiras, abriu-se um lago artificial de grandes dimensões, construíram-se caminhos e socalcos. A esse conjunto, posteriormente, seriam adicionadas algumas grutas de cimento armado.
Atualmente, o parque constitui-se numa área arborizada, com trilhos para percurso a pé ou a cavalo, diversos jardins e lagos artificiais (o maior dos quais com barcos para alugar), estabelecimentos de restauração, praças e outras infra-estruturas.